# Kramerhof
Kramerhof település Németországban, Mecklenburg-Elő-Pomeránia tartományban. Lakosainak száma 1993 fő (2023. december 31.).

## Népesség
A település népességének változása:
| Lakosok száma | 1892 | 1885 | 1870 | 1905 | 1993 |
|               | 2017 | 2019 | 2021 | 2022 | 2023 |